# Landtagswahl in Oberösterreich 1997
- SPÖ: 16
- GRÜNE: 3
- ÖVP: 25
- FPÖ: 12

- Regierung: 41
- Opposition: 15

Die Landtagswahl in Oberösterreich 1997 fand am 5. Oktober 1997 statt, wobei die Österreichische Volkspartei (ÖVP) ihre Spitzenposition klar halten konnte. Dennoch verlor die ÖVP 2,5 Prozentpunkte und ein Mandat und stellte in der Folge mit einem Stimmenanteil von 42,7 % 25 von 56 Abgeordneten. Die Sozialdemokratische Partei Österreichs (SPÖ) verlor noch stärker als die ÖVP und büßte 4,4 Prozentpunkte sowie drei Mandate ein. Für die SPÖ bedeutete ein Stimmenanteil von 27,0 % sowie 16 Mandate das bis dahin schlechteste Wahlergebnis bei einer Landtagswahl in Oberösterreich in der Zweiten Republik. Einer der Wahlgewinner war hingegen die Freiheitliche Partei Österreichs (FPÖ), die ein Plus von 2,9 Prozentpunkten verbuchen konnte und ein Mandat hinzugewann. Sie stellte mit 20,6 %, dem bis dahin besten Ergebnis der FPÖ Oberösterreich, erstmals zwölf Mandatare im Oberösterreichischen Landtag. Zweiter Wahlgewinner waren Die Grünen – Die Grüne Alternative, die mit 5,8 % erstmals in den Oberösterreichischen Landtag einzogen. Die Grünen konnten gegenüber 1991 2,7 Prozentpunkte hinzugewinnen und zogen mit drei Mandataren in den Landtag ein. Die sechs übrigen Parteien, die 1997 kandidierten, verfehlten alle den Einzug in den Landtag klar, wobei das Liberale Forum mit 2,1 % das beste Ergebnis dieser Listen erzielte. 
Der Landtag der XXV. Gesetzgebungsperiode konstituierte sich in der Folge am 31. Oktober 1997 und wählte in der Folge die Landesregierung Pühringer II zur neuen Oberösterreichischen Landesregierung.

## Ergebnisse

### Gesamtergebnis
|                                              | Ergebnisse 1997  | Ergebnisse 1997  | Ergebnisse 1997  | Ergebnisse 1991  | Ergebnisse 1991  | Ergebnisse 1991  | Differenzen | Differenzen | Differenzen |  |
| -------------------------------------------- | ---------------- | ---------------- | ---------------- | ---------------- | ---------------- | ---------------- | ----------- | ----------- | ----------- |  |
| Wahlberechtigte                              | 973.750          | 973.750          | 973.750          | 948.245          | 948.245          | 948.245          | + 25.505    | + 25.505    | + 25.505    |  |
| Wahlbeteiligung                              | 81,05 %          | 81,05 %          | 81,05 %          | 85,20 %          | 85,20 %          | 85,20 %          | - 4,15 %    | - 4,15 %    | - 4,15 %    |  |
|                                              | Stimmen          | %                | Mand.            | Stimmen          | %                | Mand.            | Stimmen     | %           | Mand.       |  |
| Abgegebene Stimmen                           | 789.202          |                  |                  | 807.890          |                  |                  | - 18.688    |             |             |  |
| Ungültig                                     | 20.622           | 2,61 %           |                  | 16.315           | 2,02 %           |                  | + 4.307     | + 0,59 %    |             |  |
| Gültig                                       | 768.580          | 97,39 %          |                  | 791.575          | 97,98 %          |                  | - 22.995    | - 0,59 %    |             |  |
| Partei                                       |                  |                  |                  |                  |                  |                  |             |             |             |  |
| Österreichische Volkspartei (ÖVP)            | 328.095          | 42,69 %          | 25               | 357.771          | 45,20 %          | 26               | - 29.676    | - 2,51 %    | - 1         |  |
| Sozialdemokratische Partei Österreichs (SPÖ) | 207.781          | 27,03 %          | 16               | 248.640          | 31,41 %          | 19               | - 40.859    | - 4,38 %    | - 3         |  |
| Freiheitliche Partei Österreichs (FPÖ)       | 158.555          | 20,63 %          | 12               | 140.311          | 17,73 %          | 11               | + 18.244    | + 2,90 %    | + 1         |  |
| Die Grünen – Die Grüne Alternative (GRÜNE)   | 44.435           | 5,78 %           | 3                | 24.250           | 3,06 %           | 0                | + 20.185    | + 2,72 %    | + 3         |  |
| Liberales Forum (LIF)                        | 16.021           | 2,08 %           | 0                | nicht kandidiert | nicht kandidiert | nicht kandidiert | + 16.021    | + 2,08 %    | ± 0         |  |
| Neutrale (Neutrale)                          | 6.247            | 0,81 %           | 0                | nicht kandidiert | nicht kandidiert | nicht kandidiert | + 6.247     | + 0,81 %    | ± 0         |  |
| Christliche Wählergemeinschaft (CWG)         | 2.957            | 0,38 %           | 0                | nicht kandidiert | nicht kandidiert | nicht kandidiert | + 2.957     | + 0,38 %    | ± 0         |  |
| Kommunistische Partei Österreichs (KPÖ)      | 2.156            | 0,28 %           | 0                | nicht kandidiert | nicht kandidiert | nicht kandidiert | + 2.156     | + 0,28 %    | ± 0         |  |
| Freie Demokratische Partei (FDP)             | 1.454            | 0,19 %           | 0                | nicht kandidiert | nicht kandidiert | nicht kandidiert | + 1.454     | + 0,19 %    | ± 0         |  |
| Österreichische Naturgesetzpartei (ÖNP)      | 879              | 0,11 %           | 0                | nicht kandidiert | nicht kandidiert | nicht kandidiert | + 879       | + 0,11 %    | ± 0         |  |
| Vereinte Grüne Österreichs (VGÖ)             | nicht kandidiert | nicht kandidiert | nicht kandidiert | 20.603           | 2,60 %           | 0                | - 20.603    | - 2,60 %    | ± 0         |  |
| Gesamt                                       | 768.580          | 100,00 %         | 56               | 791.575          | 100,00 %         | 56               | - 22.995    |             |             |  |